# Francia Márquez

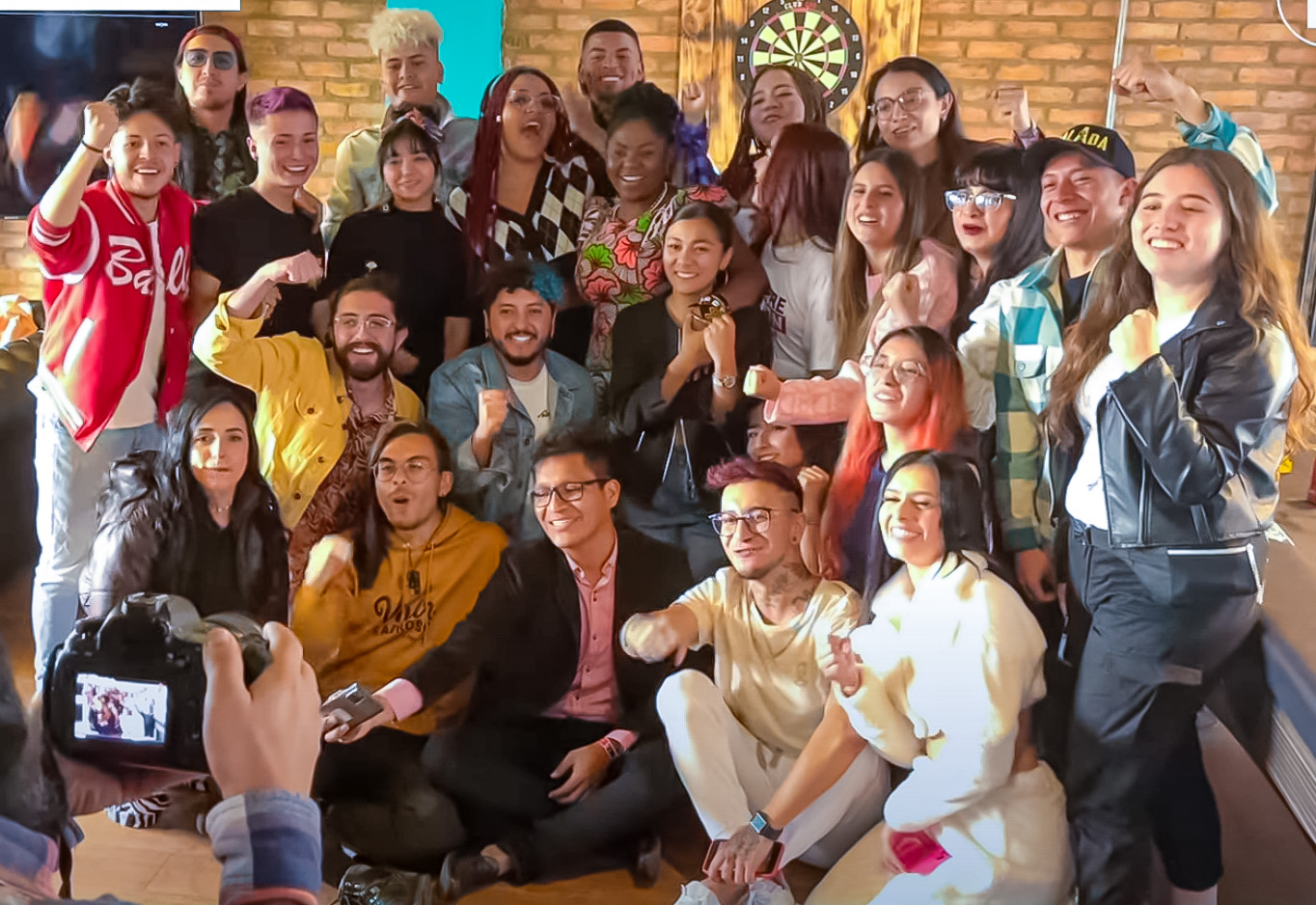
W sztabie 15 czerwca 2022 roku

Francia Elena Márquez Mina (ur. 1 grudnia 1981 roku we wsi Yolombo  nieopodal Suárez) – kolumbijska działaczka społeczna, prawniczka. Od 2022 roku wiceprezydentka Kolumbii w gabinecie prezydenta Gustavo Petro, pierwsza ciemnoskóra kobieta na tak wysokim stanowisku w Kolumbii. 

## Życiorys
Jest afrokolumbijką. Wychowywała się w La Toma w regionie Cauca. Działalność publiczną rozpoczęła jako 13–latka, uczestnicząc w protestach przeciwko budowie tamy rzecznej zagrażającej jej i sąsiednim wioskom. Wykorzystywała wówczas afrokolumbijską muzykę i taniec jako kluczowe elementy swojej politycznej ekspresji, przez co zjednała sąsiadów i zachęciła ich do przełamania strachu i podjęcia walki. W późniejszych latach edukowała lokalnych rolników w zakresie zrównoważonych technik uprawy, organizując również lokalne struktury krajowej sieci afrokolumbijskiej.  Od 16. roku życia jest matką. Była sprzątaczką w kopalni złota i pokojówką u latyfundystów. W późniejszych latach dzięki kontaktom związkowym udało jej się zdobyć środki na studia prawnicze na Uniwersytecie Santiago de Cali, które ukończyła. W 2014 roku w trakcie studiów poprowadziła marsz 80 kobiet z miasta La Toma do stolicy kraju – Bogoty, w proteście przeciw wyzyskowi lokalnej ludności i eksploatacji zasobów naturalnych przez nielegalnych poszukiwaczy złota działających na zlecenia międzynarodowych firm wydobywczych, którzy masowo wyrąbywali okoliczne lasy a przede wszystkim zatruli rtęcią i cyjankiem jedyne lokalne zasoby wody pitnej. Uczestniczki marszu przeszły wtedy ponad 500 km. W Bogocie protestowały ponad trzy tygodnie, co poskutkowało zaangażowaniem rządu w egzekwowanie prawa w Cauca. Na skutek głośnego protestu rząd powołał grupę zadaniową, dzięki której do końca 2016 roku wszystkie nielegalnie pracujące maszyny górnicze w La Toma zostały usunięte lub zniszczone przez kolumbijskie siły bezpieczeństwa. W 2018 roku Francia Márquez otrzymała Nagrodę Goldmanów za walkę w obronie środowiska naturalnego Kolumbii. Po objęciu urzędu wiceprezydentki Kolumbii jest pierwszą ciemnoskórą osobą piastującą tak wysoki urząd w tym kraju.